# Sigrid Gurie
Sigrid Gurie (nacida Sigrid Guri Haukelid; 18 de mayo de 1911 – 14 de agosto de 1969) fue una actriz noruego-estadounidense de finales de los años 30 a principios de los 40.

## Primeros años
Gurie nació en Brooklyn, Nueva York. Su padre era un ingeniero civil que trabajó para el metro de Nueva York de 1902 a 1912. Como ella y su hermano gemelo, Knut, nacieron en Estados Unidos, los gemelos tenían doble nacionalidad noruego-estadounidense. En 1914, la familia regresó a Noruega. Sigrid creció en Oslo y estudió en Noruega, Suecia y Bélgica.
En 1935, Gurie se casó con Thomas Stewart de California; solicitó el divorcio en 1938. Su hermano se convirtió en un destacado miembro del movimiento de resistencia noruega durante la Segunda Guerra Mundial. Knut Haukelid murió a los 82 años en 1994.

## Carrera
En 1936, Gurie llegó a Hollywood. Al parecer, el magnate del cine Sam Goldwyn se atribuyó el mérito de haberla descubierto, promocionando su descubrimiento como "la Garbo noruega" y anunciándola como "la sirena de los fiordos". Cuando la prensa descubrió el nacimiento de Gurie en Flatbush, Goldwyn afirmó entonces que se trataba del "mayor engaño de la historia del cine."
Gurie interpretó bien el papel secundario de Inés en Algiers (1938), pero no lo hizo tan bien en Three Faces West (1940), de Universal, y el New York Times consideró su esfuerzo “menos que adecuado.” Gurie aceptó el papel principal en Voice in the Wind (1944), pero la producción fue rechazada por la crítica. Tuvo un papel secundario en la película clásica noruega Kampen om tungtvannet (1948). La película se basó principalmente en el libro Skis Against the Atom, escrito por su hermano, Knut Haukelid, conocido saboteador y miembro de la resistencia noruega contra la ocupación alemana en la Segunda Guerra Mundial.

## Últimos años y muerte
A finales de la década de 1940 asistió al Kann Art Institute, dirigido en West Hollywood por el artista abstracto Frederick I. Kann (1886–1965). Estudió óleo y retrato. Entre sus obras figuran paisajes, retratos y bocetos a pluma y tinta.
De 1961 a 1969 vivió en San Miguel de Allende, México, donde siguió pintando y diseñando joyas para Royal Copenhagen, Dinamarca.
Ingresó de urgencia en el hospital de Ciudad de México por un problema renal recurrente, y luego desarrolló un coágulo de sangre que le atravesó los pulmones, lo que le causó la muerte.

## Filmografía
| Año  | Título                                                                                                  | Papel                | Notas         |
| ---- | --- | -------------------- | ------------- |
| 1937 | The Road Back                                                                                           | Esposa de soldado    | sin acreditar |
| 1938 | Algiers                                                                                                 | Ines                 |               |
| 1938 | The Adventures of Marco Polo                                                                            | princesa Kukachin    |               |
| 1939 | The Forgotten Woman                                                                                     | Anne Kennedy         |               |
| 1939 | Rio | Irene Reynard        |               |
| 1940 | Three Faces West                                                                                        | Leni "Lenchen" Braun |               |
| 1940 | Dark Streets of Cairo                                                                                   | Ellen Stephens       |               |
| 1944 | Voice in the Wind                                                                                       | Marya                |               |
| 1944 | Enemy of Women                                                                                          | Magda Quandt         |               |
| 1948 | Kampen om tungtvannet (publicado internacionalmente como Operation Swallow: The Battle for Heavy Water) |                      |               |
| 1948 | Sword of the Avenger                                                                                    | Maria Louisa         |               |
| 1948 | Sofia                                                                                                   | Linda Carlsen        |               |
| 1950 | The Du Pont Story                                                                                       | Sophie du Pont       |               |